# نوجامه‌ها
نوجامه‌ها (نام علمی: Neonesthes) نام یک سرده از تیره اژدهاماهیان است.